# Игнатова, Марина Октябрьевна
Мари́на Октя́брьевна Игна́това (по мужу — Беля́ева; род. 19 марта 1956, Горький) — российская актриса театра и кино. Народная артистка России (2009).

## Биография
Марина Беляева родилась в Горьком; родители посвятили себя медицине, и будущая актриса, в детстве предпочитавшая театру спорт, тоже готовилась в медицинский институт. Но по окончании школы, неожиданно для себя самой, отправилась в Москву поступать в Школу-студию МХАТ. Не понравившись приёмной комиссии, вернулась в Горький и в 1974 году поступила в Горьковское театральное училище, а через два года вновь приехала в Москву и на этот раз была принята в ГИТИС, в мастерскую Андрея Гончарова.
В те годы её кумиром была Татьяна Доронина: «…Ходила на все её спектакли, дома подражала ей. Мне казалось, что Татьяна Васильевна необыкновенная, фантастическая, что актриса должна быть именно такой». С Дорониной Марине Игнатовой, в то время студентке второго курса, довелось играть на сцене Театра им. Маяковского в спектакле «Она в отсутствие любви и смерти», — роль Жены, оказавшаяся вакантной после ухода из театра Светланы Мизери, стала её дебютом на московской сцене. За успешным дебютом тут же последовало предложение сыграть Лидию Варавку в «Жизни Клима Самгина», но премьера спектакля состоялась, когда Игнатова училась уже на 4-м курсе.
В 1981 году Игнатова окончила ГИТИС и была приглашена Марком Захаровым в Театр им. Ленинского комсомола. Молодой актрисе была предложена роль миссис Пейдж в «Виндзорских проказницах», которые ставил Анатолий Васильев. Но спектакль так и не вышел; дебютировать пришлось в «Дорогой Памеле» — в главной роли, в которой Игнатова заменила Елену Фадееву, годившуюся ей в бабушки.
В «Ленкоме» Марина Игнатова служила до 1998 года и сохранила о нём не лучшие воспоминания: «Ролей в „Ленкоме“ было мало, поддерживался дух конкуренции. Например, на роль Маши в „Чайке“ были назначены четыре актрисы (если не пять!), включая меня. Этакие Олимпийские игры…»
Выйдя замуж за ленинградского музыканта Александра Беляева («Телевизор», «Наутилус Помпилиус»), Марина Игнатова в течение многих лет оказалась вынуждена жить на два города и в конце концов решилась переехать к мужу в Петербург. Большой драматический она полюбила ещё в середине 70-х, когда театр приезжал на гастроли в Горький; в 1998 году Кирилл Лавров, посмотрев в «Ленкоме» «Чайку», в которой Игнатова играла Машу, пригласил её в БДТ.
В качестве дебютной актрисе была предложена роль Раневской в чеховском «Вишневом саде», поставленном Адольфом Шапиро ещё в 1993 году. С тех пор Марина Игнатова является одной из ведущих актрис Большого драматического театра. Одновременно выступает на сценах других театров Санкт-Петербурга.
В кино Игнатова дебютировала в 1982 году, вместе с другими артистами «Ленкома» приняв участие в телевизионном фильме Марка Захарова «Дом, который построил Свифт».

## Награды и звания
- 1997 — Заслуженная артистка России (25 августа 1997) — за большие заслуги в развитии театрального искусства[2].
- 2001 — «Золотой софит» в номинации «Лучшая женская роль» — за роль Федры в БДТ им. Г. Товстоногова.
- 2009 — Народная артистка России (5 февраля 2009) — за большой вклад в развитие отечественного театрального искусства и многолетнюю плодотворную деятельность[3].
- 2018 — Орден Дружбы (24 июля 2018) — за заслуги в развитии отечественной культуры и искусства, средств массовой информации, многолетнюю плодотворную деятельность[4].
- 2021 — специальный приз экспертного совета театральной премии «Золотой софит» — за сохранение и развитие лучших традиций русской актерской школы в роли Мадам (Спектакль «Честная женщина», реж. Валерий Фокин)[5].

## Творчество

### Театральные работы
Театр им. Маяковского
- 1980 — «Она в отсутствии любви и смерти» Э. Радзинского; режиссёр В. Портнов — Жена
- «Жизнь Клима Самгина» М. Горького; режиссёр А. Гончаров — Лидия Варавка

«Ленком»
- 1982 — «Дорогая Памела» Дж. Патрика — Памела
- 1984 — «Проводим эксперимент» — Женщина, так или иначе связанная с Ростиным
- 1985 — «Встречи на Сретенке» — Леля
- 1986 — «Диктатура совести» М. Шатрова; режиссёр М. Захаров — Светлана
- 1989 — «Мудрец» по пьесе А. Н. Островского «На всякого мудреца довольно простоты»; режиссёр М. Захаров — Клеопатра Львовна
- 1994 — «Чайка» А. П. Чехова; режиссёр М. Захаров — Маша

Большой драматический театр им. Г. А. Товстоногова
- 1998 — «Вишнёвый сад» А. П. Чехова; режиссёр А. Шапиро — Раневская (ввод)
- 1999 — «Лес» А. Н. Островского; режиссёр А. Шапиро — Гурмыжская
- 2000 — «Федра» Ж. Расин; режиссёр Г. Дитятковский — Федра
- 2003 — «Жорж Данден» Ж. Б. Мольера; режиссёр Жак Лассаль — г-жа Де Сотанвиль
- 2003 — «Маскарад» М. Ю. Лермонтова; режиссёр Т. Чхеидзе — Баронесса Штраль
- 2005 — «Мария Стюарт» Ф. Шиллера; режиссёр Т. Чхеидзе — Королева Елизавета
- 2008 — «Идеальный вор» Я. Ивашкевича — Рена
- 2011 — «Дом Бернарды Альбы» Ф. Гарсиа Лорки — Бернарда

Театр «Приют комедианта»
- «Гамлет» У. Шекспира; режиссёр В. Фильштинский — Гертруда

Русская Антреприза им. Андрея Миронова, Санкт-Петербург:
- «Малые супружеские преступления» Э. Шмитт; режиссёр Антон Яковлев — Лиза

Александринский театр
- «Живой труп» Л. Толстого; режиссёр Валерий Фокин — Лиза Протасова
- «Чайка» А. Чехова; режиссёр Кристиан Люпа — Аркадина
- «Гамлет» У.Шекспира, драматургическая адаптация В.Леванова, постановщик Валерий Фокин — Гертруда, королева датская, мать Гамлета.

### Фильмография
- 1982 — Дом, который построил Свифт — Ванесса / лапутянка
- 1985 — Из жизни Потапова — Лена
- 1986 — Детская площадка — Людмила
- 1991 — Телохранитель — эпизод
- 1992 — Наш американский Боря — Менеджер брачного агентства
- 1993 — Лабиринт любви — Елена Зорина
- 1998 — Самозванцы — Анна
- 2001 — Тайны следствия-1 (Мягкая лапа смерти) — Нателла Редничук
- 2002 — Улицы разбитых фонарей. Менты-4 — Тамара Петровна
- 2004 — Ментовские войны-1 (Фильм 1 — «Старший оборотень по особо важным делам», Фильм 2 — «Недетские игры») — Татьяна Николаевна Кожурина
- 2005 — Ментовские войны-2 (Фильм 1 — «За неделю до весны», Фильм 2 — «Закон джунглей», Фильм 3 — «В условиях неочевидности») — Татьяна Николаевна Кожурина
- 2006 — Ментовские войны-3 (Фильм 1 — «Казаки-разбойники», Фильм 2 — «Образ врага», Фильм 3 — «Второй фронт») — Татьяна Николаевна Кожурина
- 2007 — Дюжина правосудия — Алена Сергеевна Крупнина
- 2008 — Ментовские войны-4 (Фильм 1 — «Золотая стрела») — Татьяна Николаевна Кожурина
- 2008 — Ментовские войны. Эпилог — Татьяна Николаевна Кожурина
- 2008 — Передел. Кровь с молоком — Маргарита Васильевна Петряева
- 2010 — Ментовские войны-5 (Фильм 1 — «Другая река», Фильм 2 — «С чистой совестью», Фильм 4 — «Голова Медузы») — Татьяна Николаевна Кожурина
- 2010 — Катерина-3. Семья — Татьяна Ильинична
- 2011 — Ментовские войны-6 (Фильм 3 — «Честь мундира») — Татьяна Николаевна Кожурина
- 2012 — Агент особого назначения-3 — Надежда Андреевна Платкова
- 2012—2013 — Ментовские войны-7 (Фильм 3 — «Гонка на выживание», Фильм 5 — «Невские партизаны») — Татьяна Николаевна Кожурина
- 2016 — Ментовские войны-10 (Фильм 3 — «Доверенное лицо», Фильм 4 — «Лабиринт») — Татьяна Николаевна Кожурина
- 2018 — Ворона — Рита, мать Анны Воронцовой
- 2020 — Скажи ей — бабушка Марина
- 2020 — Хороший человек — Алёна, мать Жени
- 2022 — Петрополис — Генсек ООН
- 2023 — Фандорин. Азазель — графиня Эстер